# Protestas en la República Democrática del Congo de 2015
Las protestas en la República Democrática del Congo de 2015 fueron una serie de manifestaciones, encabezadas por estudiantes de la Universidad de Kinshasa, tras el anuncio de una ley propuesta que permitiría al presidente del país, Joseph Kabila, de 43 años, permanecer en el poder hasta que se pudiera realizar un censo nacional. Se habían planeado elecciones para 2016 y un censo sería una tarea masiva que probablemente tomaría varios años para el país en desarrollo.
Para el 21 de enero, los enfrentamientos entre la policía y los manifestantes se habían cobrado al menos 42 vidas (aunque el gobierno afirmó que solo 15 personas habían muerto; posteriormente ajustó esa cifra a 27 muertos). Como resultado de las protestas, el gobierno cerró algunas estaciones de radio y cortó todas las comunicaciones de Internet, SMS y 3G en el país el 20 de enero.
Tras una serie de reuniones entre diplomáticos extranjeros y funcionarios del gobierno congoleño, el Senado Congoleño aprobó la ley, omitiendo la controvertida cláusula del censo, y la oposición suspendió las protestas.

## Eventos
El 17 de enero de 2015, la Asamblea Nacional Congoleña votó para revisar la ley electoral en la constitución del país. La nueva ley requeriría que se realice un censo nacional antes de las próximas elecciones, lo que, según The Guardian, "podría retrasar las elecciones generales, que se celebrarán [en] 2016". El 19 de enero, tras un llamado de los partidos de la oposición, los manifestantes se reunieron frente al Palais du Peuple y posteriormente fueron atacados con gases lacrimógenos y munición real por las fuerzas de seguridad del gobierno. Las protestas también tuvieron lugar en las capitales de las provincias orientales históricamente inestables de Kivu del Norte y del Sur.
El 20 de enero se cortaron las comunicaciones por Internet, SMS y 3G en el país. El 21 de enero, el arzobispo de Kinshasa, Laurent Monsengwo declaró: "Denunciamos estas acciones que han causado la muerte y estamos lanzando esta súplica: dejen de matar a su gente (…) [y exhortamos a la gente a utilizar] todo lo legal y pacífico". La Iglesia católica cuenta con alrededor de la mitad de la población del país entre sus feligreses. El mismo día, diplomáticos estadounidenses, británicos, franceses y belgas se reunieron con el presidente del Senado Congoleño, Léon Kengo, y lo instaron a suspender el debate y la votación sobre la modificación de la ley o eliminar las controvertidas disposiciones.
El 24 de enero, diplomáticos de Bélgica, la Unión Europea, Francia, el Reino Unido, la misión de mantenimiento de la paz de las Naciones Unidas en el Congo y los Estados Unidos se reunieron en privado con el presidente Kabila en su casa de Kinshasa.
El 25 de enero, el Senado congoleño eliminó la controvertida disposición de la ley propuesta y la aprobó, lo que llevó a la oposición a suspender los planes de protestas al día siguiente. El presidente Kabila tiene hasta el 24 de febrero para promulgar el proyecto de ley.

## Ataques a empresas chinas
Alrededor de 50 empresas chinas en los barrios de Kinshasa de Ngaba y Kalamu fueron blanco de saqueadores. Un artículo de Agence France-Presse informó que los ataques fueron motivados por el resentimiento de las empresas locales por los bajos precios de las tiendas chinas y los acuerdos de inversión del gobierno chino que se han convertido en una pieza central de la política económica del país.

## Reacciones
El 19 de enero, Martin Kobler, director de la MONUSCO, criticó las muertes y los heridos durante las protestas como "resultado de manifestaciones violentas y el consiguiente uso de fuerza letal por parte de las fuerzas de seguridad". Dijo además: "El uso de la fuerza por parte de los agentes del orden debe ser siempre necesario, proporcionado y una medida de último recurso". El 20 de enero, el gobierno estadounidense expresó su preocupación por la situación en el país. Estados Unidos pidió "elecciones oportunas (…) de acuerdo con la Constitución".

## Detenciones
El 15 de marzo, al menos 26 activistas, periodistas, diplomáticos y civiles fueron arrestados en Kinshasa mientras asistían a un taller sobre libertad de expresión. Entre los detenidos había periodistas de la BBC, AFP, RTBF y el grupo juvenil senegalés Y'en a Marre. Fueron golpeados por las fuerzas de seguridad congoleñas, arrestados y llevados para ser interrogados por miembros de la Agencia Nacional de Inteligencia.
El 17 de marzo, al menos 10 personas fueron arrestadas en Goma por protestar por las detenciones anteriores en Kinsasa.